# Megascolia
Megascolia (лат.) — род крупных ос из семейства Scoliidae. Включает некоторых из крупнейших ос в мире. Они являются паразитоидами крупных пластинчатоусых жуков, таких как жук-носорог Oryctes nasicornis и Chalcosoma atlas.

## Систематика
Род включает 2 подрода и 12 видов:

### SubgenusMegascolia
- Megascolia (Megascolia) procer (Illiger, 1908)typus[3]
- Megascolia (Megascolia) speciosa (Smith, 1857)
- Megascolia (Megascolia) velutina (Saussure, 1859)

### SubgenusRegiscolia
- Megascolia (Regiscolia) alecto (Smith, 1858)
- Megascolia (Regiscolia) azurea (Christ, 1791)
- Megascolia (Regiscolia) bidens (Linnaeus, 1767)
- Megascolia (Regiscolia) capitata (Fabricius, 1804)
- Megascolia (Regiscolia) fulvifrons (Saussure, 1854)
- Megascolia (Regiscolia) maculata (Drury, 1773)
- Megascolia (Regiscolia) philippinensis (Rohwer, 1921)
- Megascolia (Regiscolia) rubida (Gribodo, 1893)
- Megascolia (Regiscolia) splendida (Saussure, 1858)